# Poivre de Kampot

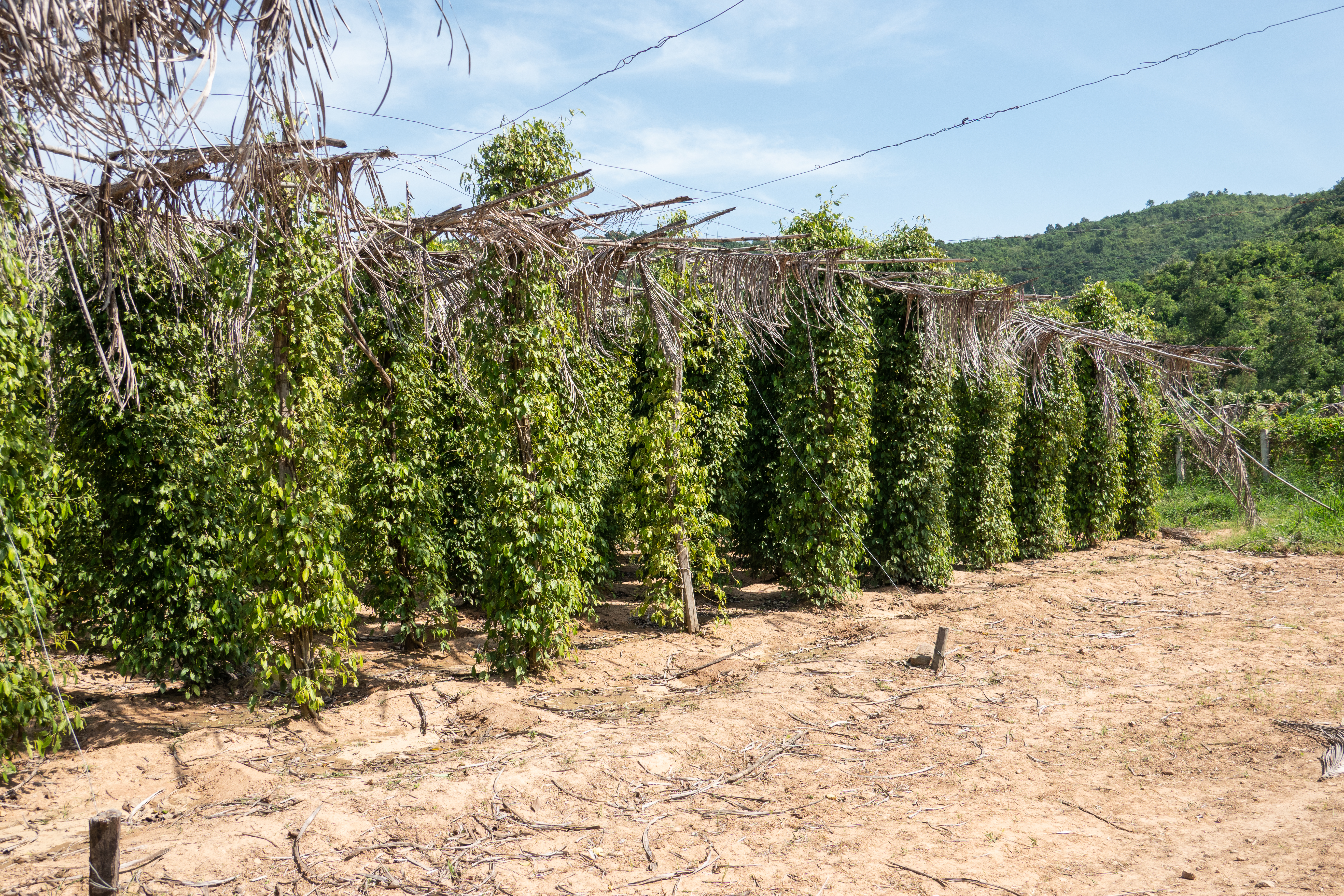
Plantage

Poivre de Kampot is een pepervariëteit die uit de provincies Kampot en Kep in Cambodja stamt. Het is een beschermde oorsprongsbenaming. De peper behoort tot de soort Piper nigrum uit de familie der Piperaceae.

## Geschiedenis
De eerste vermelding van peperaanbouw in Cambodja dateert van de 13de eeuw, in de geschriften van de Chinese wetenschapper Tcheou Ta-Kouan (周达观, pinyin Zhōu Dáguān).
Tijdens de opstand in Atjeh, besloot de sultan van Atjeh rond 1873 de grote peperplantages op Sumatra af te branden. Een groot deel van de peperproductie van Zuid-Oost-Azië werd vervolgens naar het huidige Cambodja verplaatst.
Na de machtovername door de rode Khmer werden de peperplantages vernietigd om plaats te maken voor rijst- en groententeelt. De peper verdween daardoor compleet van de wereldmarkt.
Vanaf de jaren 1990 wordt de poivre de Kampot hernieuwd gecultiveerd. Om de kwaliteit en de productie te reguleren, is een Kampot Pepper Promotion Association (KPPA) gesticht.

## Regelgeving

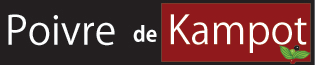
Keurmerk van de KPPA

Om geëxporteerd te mogen worden, moet de peper door gecertificeerde boerenbedrijven geproduceerd zijn en van het keurmerk van de KPPA voorzien zijn.
Voorwaarden zijn:
- uitsluitend gebruik van de variëteiten Kamchay of Lampong (ook Belantoeung geheten)
- organische bemesting
- insectenbestrijding met organische middelen (zoals tabak of azadirachtine)
- aanplant binnen bepaalde gebieden, die op grond van de poreuze bodem uitgekozen worden

## Producten

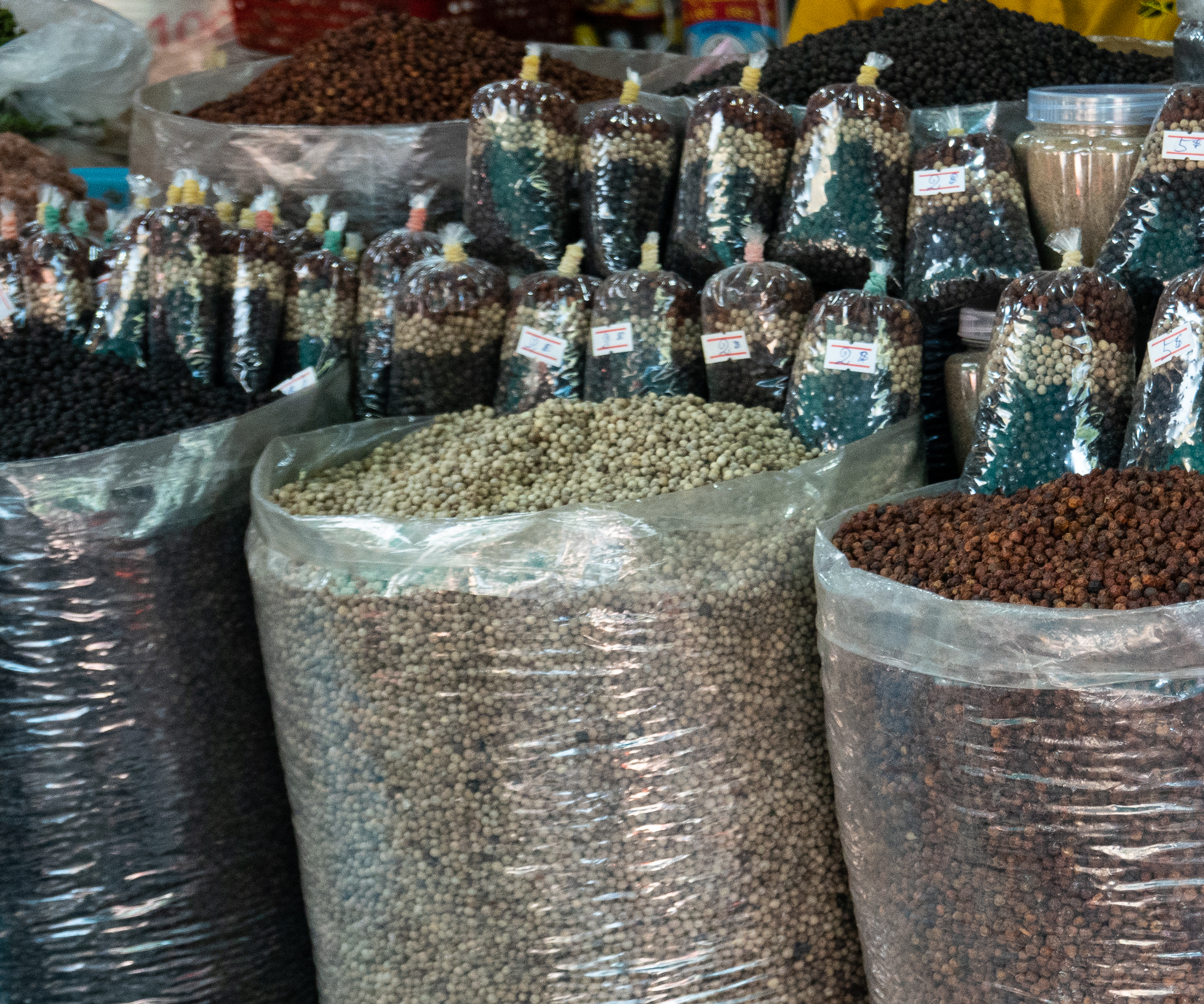
Drie pepervarianten (zwart, wit, rood) op een markt in Cambodja

De peper wordt in verschillende rijpheidsgraden en bewerkingsvormen op de markt gebracht:
- zwart
- wit
- donkerrood
- rood
- groen (gevriesdroogd)
- groen (gefermenteerd en gezouten)